# فومياكي أوشيما
فومياكي أوشيما (باليابانية: 青嶋 文明) (12 يوليو 1968 في شيزوكا في اليابان – )؛ هو لاعب كرة قدم ياباني سابق كان يلعب كمهاجم.

## وصلات خارجية
- فومياكي أوشيما على موقع رابطة كرة القدم اليابانية للمحترفين (اليابانية)
- فومياكي أوشيما على موقع عالم كرة القدم.نت (الإنجليزية)